# Vernouillet, Yvelines
Vernouillet là một xã thuộc tỉnh Yvelines, trong vùng Île-de-France, Pháp, cự ly khoảng 13 km về phía tây bắc Saint-Germain-en-Laye.
Vernouillet nằm bên tả ngạn sông Seine. Các xã giáp ranh là: Verneuil-sur-Seine về phía tây bắc, Chapet về phía tây, Morainvilliers về phía tây nam và Médan về phía đông nam. Về phía đông, bên kia sông Seine là Triel-sur-Seine.

## Hành chính
| Danh sách các thị trưởng               |                  |                             |      |         |
| Giai đoạn                              | Giai đoạn        | Tên                         | Đảng | Tư cách |
| juin 2005                              |                  | Marie-Hélène Lopez-Jollivet | PS   |         |
| tháng 3 năm 2001                       | tháng 6 năm 2005 | Gilles Poidevin             | UDF  |         |
| Tất cả các dữ liệu trước đây không rõ. |                  |                             |      |         |